# RADA (Libia)
Le Forze speciali per il contrasto al terrorismo e al crimine organizzato, note colloquialmente come al-Radaa o RADA e in passato definite Forze speciali di deterrenza (in arabo دولة ليبيا جهاز الردع لمكافحة الارهاب والجريمة المنظمة‎?), sono un'unità di forze speciali e polizia alle dipendenze del Ministero dell'interno libico.
L'unità è nata come milizia autonoma durante la prima guerra civile libica nell'area di Sūq al-Jumʿa, contrapponendosi alle forze fedeli a Muʿammar Gheddafi per il controllo dell'aeroporto militare di Mitiga. Il capo delle forze speciali è Abdel Raouf Kara..